# Palazzo dei Canonici (Barbarano Mossano)
Il Palazzo dei Canonici è un edificio storico situato a Barbarano Vicentino, oggi parte del comune di Barbarano Mossano, in provincia di Vicenza. L'edificio rappresenta un'importante testimonianza della storia architettonica e culturale della regione dei Colli Berici.

## Storia
Le prime menzioni del palazzo risalgono al 1187, quando era noto come "casa caminata dei Canonici". Il nome deriva dalla presenza di camini all'interno dell'edificio, che ospitava i canonici seguaci della regola di Sant'Agostino. Questi religiosi conducevano una vita comunitaria caratterizzata da voti di povertà, obbedienza e castità.
Con il passare dei secoli, l'edificio subì un progressivo degrado, fino al 1530, quando Paolo Godi promosse un importante intervento di restauro. Ulteriori modifiche furono apportate nel corso dei secoli successivi, contribuendo alla stratificazione architettonica visibile ancora oggi.

## Architettura
La facciata principale del palazzo riflette le diverse fasi costruttive:
- Il piano superiore, il più antico, conserva elementi di stile gotico.
- Il piano centrale presenta modifiche rinascimentali risalenti al XVI secolo.
- Il pianterreno, infine, è databile al XVIII secolo.

Sul primo piano sono visibili stemmi appartenenti a famiglie nobili e istituzioni locali. All'interno, il palazzo presenta un salone centrale con soffitto a travi in legno, affiancato da stanze laterali. Questo schema si ripete su tutti e tre i piani dell'edificio. Di particolare interesse sono gli affreschi del primo piano, che raffigurano gli stemmi delle famiglie Corner e Pojana.
I sotterranei, un tempo adibiti a cantina, mostrano ancora le porte deformate dall'uso per il passaggio delle botti. Al di sopra del secondo piano si trova una loggetta panoramica, che offre una vista suggestiva sul centro del paese e sui Colli Berici.

## Uso attuale
Attualmente, il Palazzo dei Canonici ospita la Biblioteca Civica di Barbarano e viene utilizzato come sede per mostre temporanee ed eventi culturali. Le visite sono consentite negli orari di apertura della biblioteca: dal lunedì al venerdì (escluso il martedì) dalle 15:00 alle 18:30, e il sabato dalle 10:00 alle 12:00. Sono previste aperture straordinarie in concomitanza con manifestazioni locali.
Recentemente, l'edificio è stato oggetto di un intervento di ristrutturazione volto a preservare e valorizzare questo patrimonio storico.